# رقت‌‌سازی پیاپی

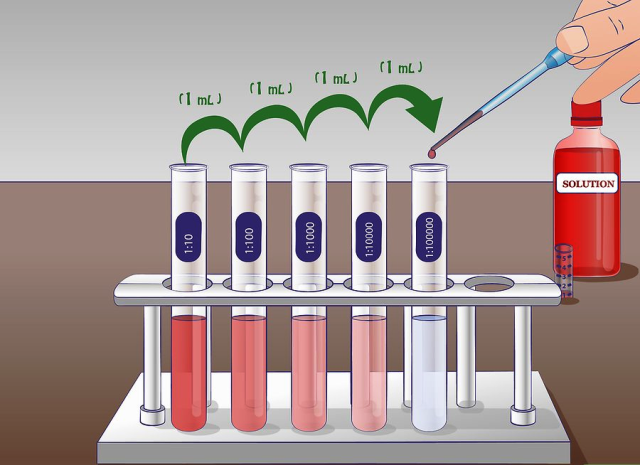
رقت لگاریتمی

رقت‌سازی پیاپی (به انگلیسی: Serial Dilution) یا رقیق‌سازی پیاپی به رقیق‌سازی گام به گام یک ماده شیمیایی در محلول برای تبدیل یک محلول متراکم به محلولی با غلظت کاربردی‌تر گفته می‌شود. به عبارت ساده، رقت پیاپی، فرایند رقیق سازی مرحله ای یک محلول با ضریب رقت مرتبط است. معمولاً ضریب رقت در هر مرحله از رقیق‌سازی ثابت است که این امر منجر به تصاعد هندسی غلظت به روش لگاریتمی می‌شود. در زیست‌شناسی، رقت پیاپی اغلب با کاهش غلظت سلول‌ها در یک کشت همراه است تا فرایند را ساده کند.
یک رقت‌سازی پیاپی ده تایی می‌تواند به مقدار ۱ مولار، ۰٫۱ مولار، ۰٫۰۱ مولار، ۰٫۰۰۱ مولار و … باشد. رقت‌های پیاپی برای ایجاد درست محلول‌های بسیار رقیق شده و محلول‌های مورد نیاز برای آزمایشهایی که منجر به منحنی‌های کالیبراسیون با مقیاس لگاریتمی می‌شوند، استفاده می‌شود. یک رقت ده تایی هر مرحله، یک رقت لگاریتمی نام دارد، یک رقت ۳٫۱۶ تایی (یا ۱۰۰٫۵ تایی) یک رقت نیم‌لگاریتمی نام دارد، و یک رقت ۱٫۷۸ تایی (یا ۱۰۰٫۲۵ تایی) یک رقت ربع‌لگاریتمی نامیده می‌شود. رقت‌سازی پیاپی به‌طور گسترده‌ای در علوم تجربی از جمله بیوشیمی، داروشناسی، میکروبیولوژی و فیزیک استفاده می‌شود.

## اهداف
هدف از روش رقت سازی سریال تخمین غلظت (تعداد ارگانیسم‌ها، باکتری‌ها، ویروس‌ها یا کلنی‌ها) یک نمونه ناشناخته با شمارش تعداد کلنی‌های کشت شده از رقت‌های سریالی نمونه است.
در رقت سریال، تراکم سلول‌ها در هر مرحله کاهش می‌یابد تا با محاسبه رقت کل در کل سری، غلظت سلول‌ها در محلول اصلی محاسبه شود.
رقت‌های سریال معمولاً برای جلوگیری از پیپت کردن حجم‌های بسیار کم (۱۰–۱ میکرولیتر) برای رقت کردن محلول انجام می‌شود.
با رقیق کردن یک نمونه به روش کنترل شده، می‌توان صفحات کشت انکوبه شده با تعداد کلنی به راحتی قابل شمارش (حدود ۳۰ تا ۱۰۰) را به دست آورد و تعداد میکروب‌های موجود در نمونه را محاسبه کرد.

## کاربردها

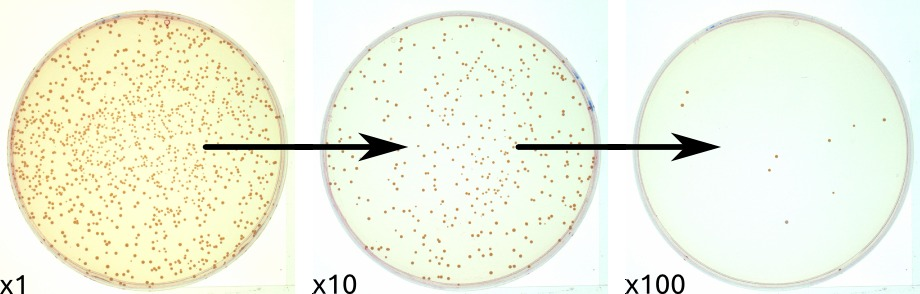
رقیق‌سازی و آبکاری باکتری‌ها

رقیق‌سازی پیاپی کاربردهای متعددی در علوم تجربی مختلف دارد. از جمله این علوم می‌توان به بیوشیمی، داروشناسی، میکروبیولوژی، فیزیک و هومیوپاتی اشاره کرد.

### بیوشیمی
در بیوشیمی از رقت سریال برای به دست آوردن غلظت مورد نظر معرف‌ها و مواد شیمیایی از غلظت بالاتر استفاده می‌شود.

### میکروبیولوژی
رقت‌سازی پیاپی در میکروبیولوژی برای تخمین غلظت یا کاهش تعداد سلول‌های میکروسکوپی و ارگانیسم‌ها در یک نمونه استفاده می‌شود. به عنوان مثال،
تعداد و اندازه کلنی‌های باکتریایی که در یک صفحه آگار که وابسته به غلظت است و در یک زمان معین رشد می‌کنند،
تعداد و اندازه کلنی‌های باکتریایی که در یک صفحه آگار در یک زمان معین رشد می‌کنند، وابسته به غلظت است، و از آنجایی که بسیاری از تکنیک‌های تشخیصی دیگر شامل شمارش فیزیکی تعداد میکروارگانیسم‌ها یا سلول‌ها در موارد ویژه چاپ شده با شبکه می‌شوند.
به عنوان مثال، تعداد و اندازه کلنی‌های باکتریایی که در یک صفحه آگار در یک زمان معین رشد می‌کنند، وابسته به غلظت است، و از آنجایی که بسیاری از تکنیک‌های تشخیصی دیگر شامل شمارش فیزیکی تعداد میکروارگانیسم‌ها یا سلول‌ها در موارد ویژه چاپ شده با شبکه می‌شوند. برای مقایسه غلظت دو موجود زنده یا نوع سلول در نمونه) یا چاهک با حجم معین (برای غلظت مطلق)، رقت می‌تواند برای به دست آوردن نتایج قابل کنترل تر مفید باشد. رقت‌سازی سریال نیز روشی ارزان‌تر و ساده‌تر برای تهیه کشت از یک سلول نسبت به موچین‌های نوری و میکرومانیپلاتورها است.

### فیزیک
هومیوپاتی
در آزمایشگاه‌های داروسازی، رقت‌سازی سریال برای دریافت غلظت لازم از مواد شیمیایی و ترکیبات انجام می‌شود، زیرا این روش نسبت به رقت‌های فردی مؤثرتر است.
در هومیوپاتی، از رقت‌های هومیوپاتی در جایی استفاده می‌شود که یک ماده در آب مقطر یا الکل رقیق شود. اعتقاد بر این است که رقیق سازی با فعال کردن انرژی حیاتی ماده رقیق شده، قدرت آن را افزایش می‌دهد.
در علوم زیست‌شناسی و پزشکی، علاوه بر کاربردهای متداول و معمولی‌تر که در بالا توضیح داده شد، رقت‌سازی پیاپی ممکن است برای کاهش غلظت ارگانیسم‌ها یا سل
در هومیوپاتی رقت‌سازی پیاپی یکی از اصلی‌ترین روش‌های هومیوپاتی است که بین هر رقیق‌سازی «لرزش مایعات» یا تکان دادن اتفاق می‌افتد.
رقیق‌سازی سریال یکی از اصلی‌ترین روش‌های هومیوپاتی است که بین هر رقیق‌سازی «سوکوشن» یا تکان دادن اتفاق می‌افتد. در هومیوپاتی، رقت‌های سریالی (به نام پتانسیل‌سازی) اغلب به اندازه‌ای انجام می‌شوند که تا آخرین رقت‌سازی، احتمالاً هیچ مولکولی از ماده اصلی باقی نمی‌ماند.